# Víctor René Rodríguez Gómez
Víctor René Rodríguez Gómez (ur. 17 listopada 1950 w San Martín de las Pirámides) – meksykański duchowny katolicki, biskup pomocniczy Texcoco w latach 2006-2012 i biskup diecezjalny Valle de Chalco od 2012.

## Życiorys
Święcenia kapłańskie otrzymał 21 listopada 1976 i został inkardynowany do diecezji Texcoco. Pracował głównie jako duszpasterz parafialny, był także m.in. wikariuszem biskupim ds. duszpasterskich (1997-2006), rektorem katedry (2001-2003) oraz prowikariuszem generalnym (2001-2006).
13 maja 2006 papież Benedykt XVI mianował go biskupem pomocniczym Texcoco. 25 lipca tego samego roku z rąk biskupa Carlosa Retesa przyjął sakrę biskupią. W latach 2009–2012 był także sekretarzem generalnym meksykańskiej Konferencji Episkopatu.
25 października 2012 powołany na biskupa diecezjalnego Valle de Chalco, zaś 18 grudnia 2012 kanonicznie objął urząd.